# سلام بر عشق (فیلم ۱۳۵۳)
سلام بر عشق فیلمی به کارگردانی عزیزالله بهادری و نویسندگی سیروس الوند محصول سال ۱۳۵۳ است.

## خلاصه داستان
حبیب خال کوب (محمدعلی فردین) از زندان آزاد می‌شود و با زری (مرجان)، که آوازه خوان است، ازدواج می‌کند، و با مرتضی (مرتضی عقیلی)، که حامی زری بوده‌است، دوست می‌شود؛ امیرخان (بهرام وطن دوست)، که مدیر کافه است، برای بازگرداندن زری با حبیب درگیر می‌شود؛ اما به ضرب گلولهٔ فرد ناشناسی از پا در می‌آید. حبیب محکوم و با قطار به زندان مرکز منتقل می‌شود. قطار از ریل خارج می‌شود و حبیب می‌گریزد؛ اما در روزنامه‌ها می‌نویسند که حبیب کشته شده‌است. زری از نو به کمک مرتضی به آوازخوانی رو می‌آورد و به شهرهای مختلف سفر می‌کنند. زری با خودروی لیلی (آرزو غفاری) تصادف می‌کند و لیلی او را به خانهٔ خودش می‌برد. وقتی ایرج (محمدعلی فردین)، شوهر لیلی، به خانه می‌آید زری در می‌یابد که او همان حبیب است. حبیب برای زری توضیح می‌دهد که وقتی با لیلی آشنا شده او قصد خودکشی داشته؛ زیرا مردی او را اغفال کرده‌است. لیلی می‌پذیرد که پایش را از زندگی آنها بیرون بکشد. مأموری حبیب را می‌شناسد و به دادگاه می‌کشاند، و لیلی با دیدن عکس امیر فاش می‌کند که امیر زندگی او را به تیرگی کشانده و او قاتل امیر است. لیلی به سیزده سال حبس محکوم می‌شود و مرتضی، که به او علاقه‌مند شده، قول می‌دهد که تا آزادی او منتظرش بماند.

## بازیگران
- محمدعلی فردین
- مرجان
- مرتضی عقیلی
- طاهره غفاری
- بهرام وطن‌پرست‏
- مهدی قلی صفاپور
- حسین ملکی
- مختار
- حسین صفاریان
- محرم بسیم